# Arthur Sheekman
Arthur Sheekman (Chicago, 5 febbraio 1901 – Santa Monica, 12 gennaio 1978) è stato un giornalista, sceneggiatore, commediografo, critico teatrale e cinematografico, editore e cronista statunitense.
Groucho Marx lo definì «The Fastest Wit in the West» («L'arguzia più veloce del West»).

## Filmografia
- Monkey Business - Quattro folli in alto mare (Monkey Business), regia di Norman Z. McLeod (1931)
- I fratelli Marx al college (Horse Feathers), regia di Norman Z. McLeod (1932) - non accreditato
- La guerra lampo dei fratelli Marx (Duck Soup), regia di Leo McCarey (1933)
- Il museo degli scandali (Roman Scandals), regia di Frank Tuttle (1933)
- Il tesoro dei faraoni (Kid Millions), regia di Roy Del Ruth (1934)
- Rose of the Rancho, regia di Marion Gering (1936)
- La reginetta dei monelli (Dimples), regia di William A. Seiter (1936)
- Pigskin Parade, regia di David Butler (1936)
- Cin Cin (Stowaway), regia di William A. Seiter (1936)
- Il re e la ballerina (The King and the Chorus Gilr), regia di Mervyn LeRoy (1937) - dialoghista, non accreditato
- Eroe per forza (The Gladiator), regia di Edward Sedgwick (1938)
- L'uomo meraviglia (Wonder Man), regia di H. Bruce Humberstone (1945)
- Cieli azzurri (Blue Skies), regia di Stuart Heisler (1946)
- Bagliore a mezzogiorno (Blaze of Noon), regia di John Farrow (1947)
- Sessanta lettere d'amore (Dear Ruth), regia di William D. Russell (1947)
- Benvenuto straniero! (Welcome Stranger), regia di Elliott Nugent (1947)
- The Trouble with Women, regia di Sidney Lanfield (1947)
- Saigon, regia di Leslie Fenton (1948)
- Azzardo (Hazard), regia di George Marshall (1948)
- L'uomo che vorrei (Dream Girl), regia di Mitchell Leisen (1948)
- Abbasso mio marito (Dear Wife), regia di Richard Haydn (1949)
- Assedio d'amore (Mr. Music), regia di Richard Haydn (1950)
- È arrivato lo sposo (Here Comes the Groom), regia di Frank Capra (1951) - non accreditato
- Avvocato di me stesso (Young Man with Ideas), regia di Mitchell Leisen (1952)
- Chiamatemi Madame (Call Me Madam), regia di Walter Lang (1953)
- Un turbine di gioia (Bundle of Joy), regia di Norman Taurog (1956)
- Les Girls, regia di George Cukor (1957) - revisione, non accreditato
- Qualcuno verrà (Some Came Running), regia di Vincente Minnelli (1958)
- Ada Dallas (Ada), regia di Daniel Mann (1961)
- Io e i miei tre figli (My Three Sons) - serie Tv, 1 episodio (1971)